# یواس‌اس کویاهوگا (ای‌جی-۲۶)
یواس‌اس کویاهوگا (ای‌جی-۲۶) (به انگلیسی: USS Cuyahoga (AG-26)) یک کشتی بود که طول آن 125' بود. این کشتی در سال ۱۹۲۷ ساخته شد.